# Çubuk-2-Talsperre
Die Çubuk-2-Talsperre (türkisch Çubuk-2 Barajı) befindet sich in der Stadtgemeinde Çubuk, 50 km nördlich der türkischen Hauptstadt Ankara in der gleichnamigen Provinz.
Die Çubuk-2-Talsperre wurde zur Trinkwasserversorgung in den Jahren 1961–1964 am Çubuk Çayı, dem rechten Quellfluss des Ankara Çayı errichtet.  
Das Absperrbauwerk ist ein Erdschüttdamm. 
Die Höhe beträgt 69 m über Gründungssohle und 61 m über Talsohle.
Das Dammvolumen beträgt 1,1 Mio. m³.  
Der Stausee bedeckt bei Normalziel eine Fläche von 1,2 km². 
Das Speichervolumen liegt bei 25 Mio. m³.